# 데이비드 셀비
데이비드 셀비(David Selby, 1941년 1월 5일 ~ )는 미국의 배우이다.

## 출연 작품
- Dr. Del (2016)
- 이퀄스 (2015)
- 아 유 히어 (2013)
- 배트맨: 다크 나이트 리턴즈 파트 2 (2013)
- 배트맨: 다크 나이트 리턴즈 파트 1 (2012)
- 다크 섀도우 (2012)
- Deck the Halls (2011)
- 인헤일 (2010)
- 소셜 네트워크 (2010)
- 스핀 (2007)
- 블랙 홀 (2006)
- 엔드 게임 (2006)
- 언노운 (2006)
- 라바(영어판) (2005)
- 샤도우 오브 피어 (2004)
- 서바이빙 크리스마스 (2004)
- 솔저 포춘 (1997)
- 마이티 덕 3 (1996)
- 화이트 스콜 (1996)
- 스트립 바 (1995)
- 마지막 연인 (1994)
- 사랑을 위하여 (1991)
- 여인의 계단 (1981)
- 타이타닉 인양 (1980)
- 리치 키드 (1979)
- 더 슈퍼 캅스 (1974)